# Kiss Albert (református lelkész)
Kiss Albert (Botpalád, 1838. november 9. – Debrecen, 1908. augusztus 30.) református lelkész és országgyűlési képviselő.

## Élete
Botpaládon született, ahol atyja, Kiss György szintén lelkész és 1848-49-ben esperes volt, édesanyja nemes Szegi Mária. 1838. november 13-án keresztelték. Középiskolai, jogi és hittani tanulmányait Szatmárt és Debrecenben végezte. Az 1860-as évek elején a politikai helyzet hatása alatt a papi pályára lépett és a györgyteleki (Szatmár megye) református egyház által rendes lelkésznek hivatott meg. 1873-ban Bagamérra (Bihar megye) ment lelkésznek. 1883. szeptember 17-én a Révész Imre halálával megürült debreceni lelkészi állomásra hívták meg. A Cegléd utcai új templom felépítése, a felsőbb leányiskola létrehozása, a debreceni református főiskola anyagi ügyeinek rendezése, később azon főiskolának tanárképző intézettel kibővítése és fejlesztése buzgalmának bizonyságai. Ezen érdemei elismeréseül a tiszántúli kerület egyházai megválasztották egyházkerületi tanácsbíróvá. Mint zsinati tag egyházának törvényhozásában is tevékeny részt vett. 1878-ban Bihar megye székelyhídi kerülete megválasztotta országgyűlési képviselővé függetlenségi és 48-as programmal.
Országgyűlési beszédei (1878-tól) a Naplókban, programm- és beszámoló-beszédei a debreceni lapokban jelentek meg.

## Munkája
- Beköszöntő egyházi beszéd, 1883. máj. 27. a debreczeni egyház nay templomában elmondott. Debreczen 1883.